# 히라노촌 (나라현)
히라노촌(平野村)은 나라현 북서부, 시키군에 속해있던 촌이다. 현재의 다와라모토정에 해당한다.

## 역사
- 1889년 4월 1일 - 정촌제 시행에 의해 도이치군 히라노촌이 성립하였다.
- 1897년 4월 1일 - 시키군으로 소속이 변경되었다.
- 1936년 2월 21일 - 가와치 야마토 지진이 발생하여. 히라노 초등학교의 일부가 파괴되고 학생 1명이 사망하는 등의 피해를 입었다.
- 1956년 9월 30일 - 다와라모토정, 가와히가시촌, 오촌, 미야코촌과 합병해 새로운 다와라모토정이 성립하여, 동일 히라노촌은 폐지되었다.